# Quitinasa

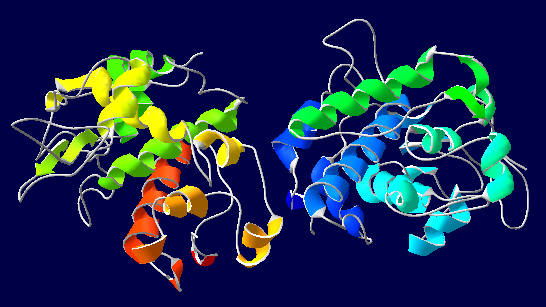
Quitinasa de llavors d'ordi

Les quitinases són enzims hidrolítics que degraden els enllaços glicosídics en la quitina. Com que la quitina és un dels components de la paret cel·lular dels fongs i de l'exoesquelet d'alguns animals (incloent-hi els cucs i els artròpodes), les quitinases es troben generalment en organismes que necessiten mantenir o refer la seva pròpia quitina o bé dissoldre i digerir la quitina de fongs o animals.

## Distribució de les espècies
Els organismes quitinòvors inclouen molts bacteris (Aeromonadales, Bacillus, Vibrio, entre d'altres), els quals poden ser patogènics o detritívors. Ells ataquen artròpodes vius, zooplàncton o fongs o poden degradar les restes d'aquests organismes.
Fongs com els Coccidioides immitis, productor de la malaltia de la coccidiomicosi, també tenen quitinases.
les quitinases també són presents en plantes (com l'ordi) com a part de la seva resistència adquirida sistèmica.

## Funció
La quitinasa és un biopolímer abundant, que és relativament resistent a la degradació. Típicament no és digerida pels animals però alguns peixos la digereixen. S'ha aïlla de l'estómac d'alguns animals inclòs els humans.
L'activitat de la quitinasa també es detecta en la sang humana i possiblement al cartílag. Com en les plantes, la quitinasa pot estar relacionada amb la resistència als patògens.

## Significació clínica
La quitinasa humana, en nivells alts, pot estar relacionada amb les al·lèrgies i l'asma.

## Presència en els aliments
La quitinasa es troba de manera natural en molts aliments comuns. Aquesta és com a mínim una causa de l'al·lèrgia encreuada de la síndrome làtex-fruit. Les bananes, castanyes, kiwis, alvocats, papaia i tomàquets, per exemple, contenen nivells significatius de quitinasa.